# Bodedia incrassata
Bodedia incrassata là một loài tò vò trong họ Ichneumonidae.